# Râul Strâmba, Someș
Râul Strâmba este un curs de apă, afluent al râului Sălăuța. 